# Peter Buch
Peter Buch (* 1938 in Frankfurt am Main) ist ein deutscher Künstler, der in Spanien lebt. Buch begann als Maler, seit den 1980er Jahren schafft er ortsgebundene Skulpturen aus Holz und Metall.

## Leben
Nach Studium an der Kunstakademie in Stuttgart lebte Peter Buch seit 1960 in Paris und seit 1970 auf Formentera und in Paris. 1985 besuchte er das erste Mal La Pobla de Benifassà, Valencianische Gemeinschaft, wo er sich 1986 in der Subcomarca (Untergrafschaft) Tinença de Benifassà ein Haus kaufte, aber zunächst weiterhin in Paris und Formentera lebte. Seit 1991 arbeitet Buch bei Benifassà an seinem Skulpturengarten „Jardí de Peter“. Seit 2007 lebt er auch in der Gemeinde. Buch rechnet sich selbst dem Art Brut zu.
Aus seiner 1964 geschlossenen Ehe hat Peter Buch einen 1967 geborenen Sohn.

## Medien
- Claus Juergen Barteczko und Frank Strohdiek: Dokumentation: Peter Buch – Leben für den Berg (Der Künstler Peter Buch und sein Traumgarten "Jardí de Peter" in Spanien. Eine Filmdokumentation von Claus Juergen Barteczko und Frank Strohdiek).(Deutschland/Spanien 2017, 42 Minuten, FKS 12)